# Christian Andreas Käsebier

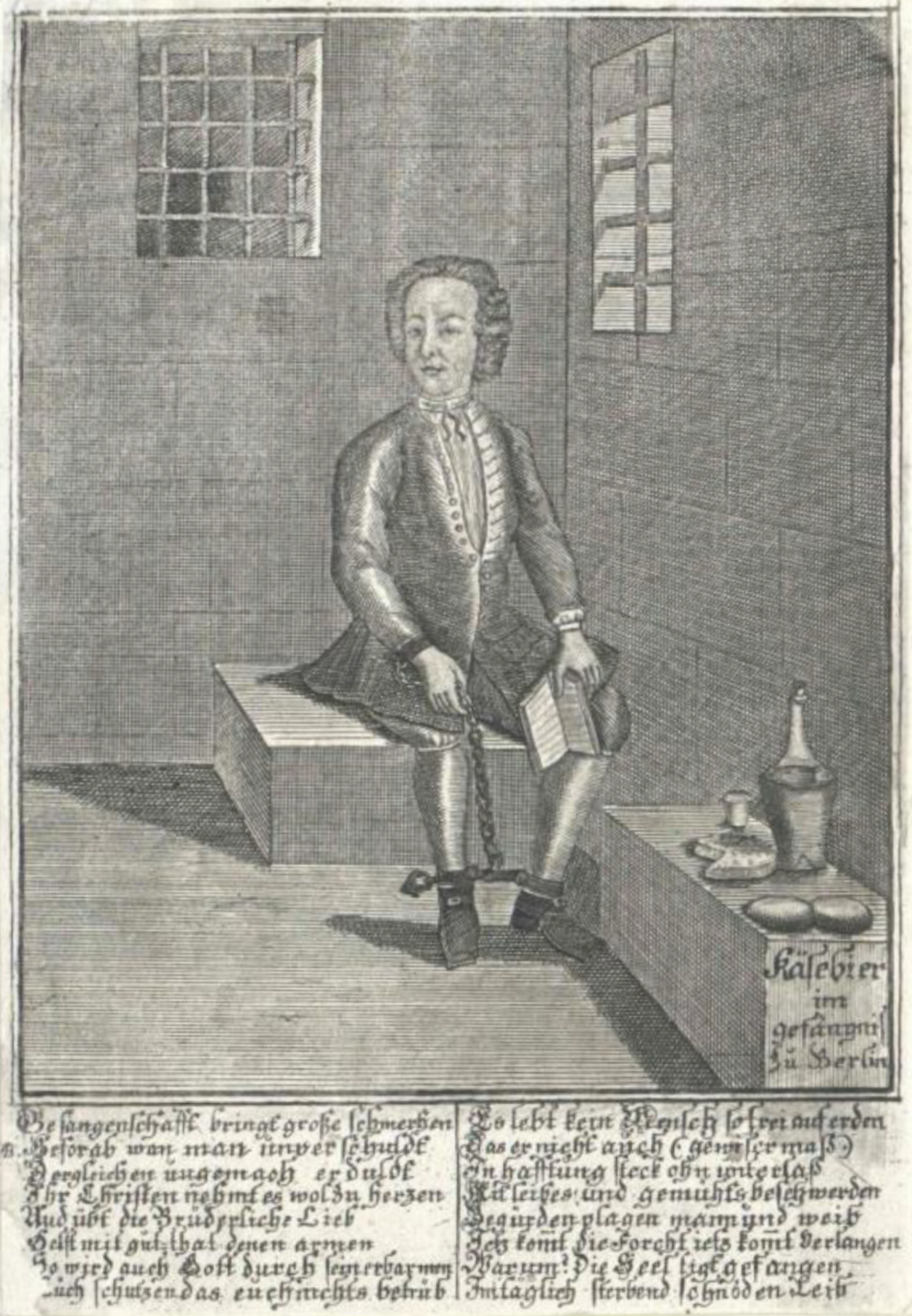
Christian Andreas Käsebier im Berliner Gefängnis

Christian Andreas Käsebier (* 1710 in Halle (Saale); † nach 1757) war ein berühmter Dieb und Räuber im Deutschland des 18. Jahrhunderts.

## Leben

Bilderbogen Die Morde und Überfälle des Christian Andreas Käsebier und seine Gefangennahme in Küstrin, 1749

Käsebier wurde als Sohn eines Schneiders in Halle an der Saale in der damaligen Fleischergasse und heutigen Mittelstraße (Nr. 18) geboren.
Viele Legenden und Geschichten ranken sich um sein Leben, nur wenig ist belegt, doch war er einer der bekanntesten deutschen Räuber des 18. Jahrhunderts. Seine Gaunereien inszenierte er weniger mit Gewalt als mit List, Tücke und Waghalsigkeit, wobei ihm geschickte Verkleidungen halfen. Er galt als intelligente und charmante Persönlichkeit. Käsebier wurde mehrfach gefasst, jedoch niemals hingerichtet. 1748 wurde er in Brandenburg an der Havel ergriffen und zu lebenslanger Haft verurteilt.
Während der Belagerung von Prag (1757) im Siebenjährigen Krieg ließ Friedrich II. Käsebier aus dem Gefängnis von Stettin in das Feldlager holen und schickte ihn an zwei aufeinanderfolgenden Tagen als Spion in die belagerte Stadt. Als der König ihm am dritten Tag den gleichen Auftrag gab, äußerte Käsebier Bedenken, weil er befürchtete, aufzufallen. Unter der Androhung, wieder in das Stettiner Gefängnis gebracht zu werden, befolgte er den Befehl, kehrte jedoch nicht ins preußische Lager zurück. Über sein weiteres Schicksal und seinen Tod ist nichts bekannt.
Die Prager Episode diente als Vorlage für das Werk Die gestohlene Stadt von Egon Erwin Kisch aus dem Jahr 1922 und inspirierte eine freie Verfilmung unter dem Titel Die gestohlene Schlacht (1972, DDR/ČSSR) mit Manfred Krug in der Hauptrolle.

## Filmadaption
- Die gestohlene Schlacht bei IMDb
- Die gestohlene Schlacht in der Online-Filmdatenbank